# Antonio Beduzzi
Antonio Maria Nicolao Beduzzi , né en 1675 à Bologne et mort en 1735 à Vienne, est un peintre, un scénographe, un architecte baroque italien, qui a été actif à Vienne au début du XVIIIe siècle.

## Biographie
Antonio Beduzzi succède à Burnacini comme architecte de théâtre à la cour de Vienne en 1708.

## Œuvres
- L'intérieur de l'abbaye de Melk pour la reconstruction baroque de Jakob Prandtauer
- L'église Saint Léopold à Leopoldsberg et Klosterneuburg, près de Vienne
- Le musée de la cathédrale de Passau
- Le théâtre viennois de Kärntnertor (maintenant occupé par l'hôtel Sacher)
- Les fresques du Landhaussaal au palais viennois Niederösterreich